# Bröderna Hedlunds Rörverk

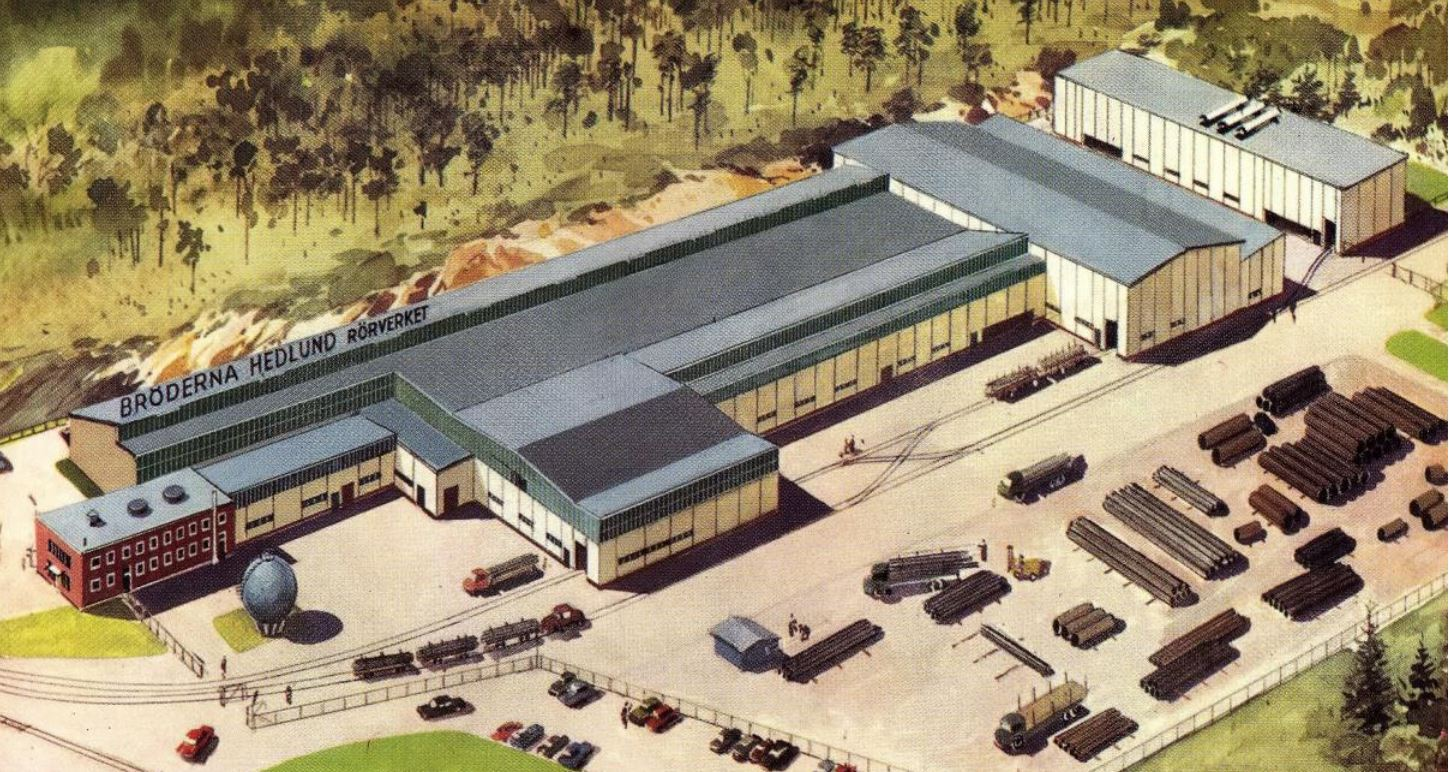
Bröderna Hedlunds Rörverk i Jordbro, tidigt 1960-tal.

Bröderna Hedlunds Rörverk låg i nuvarande Jordbro industriområde i Jordbro, Haninge kommun. Här tillverkade Gränges Hedlund mellan 1961 och 1991 bland annat grova stålrör och rördelar för gas, olja, vatten, avlopp och fjärrvärme. Största enskilda uppdrag kom från Sovjetunionen som mellan 1961 och 1973 köpte pipelines för gas och olja. Rörverket kom att bli en del i starten och utvecklingen av samhället Jordbro och var dåvarande Österhaninge landskommuns största industri.

## Historik

### Bakgrund

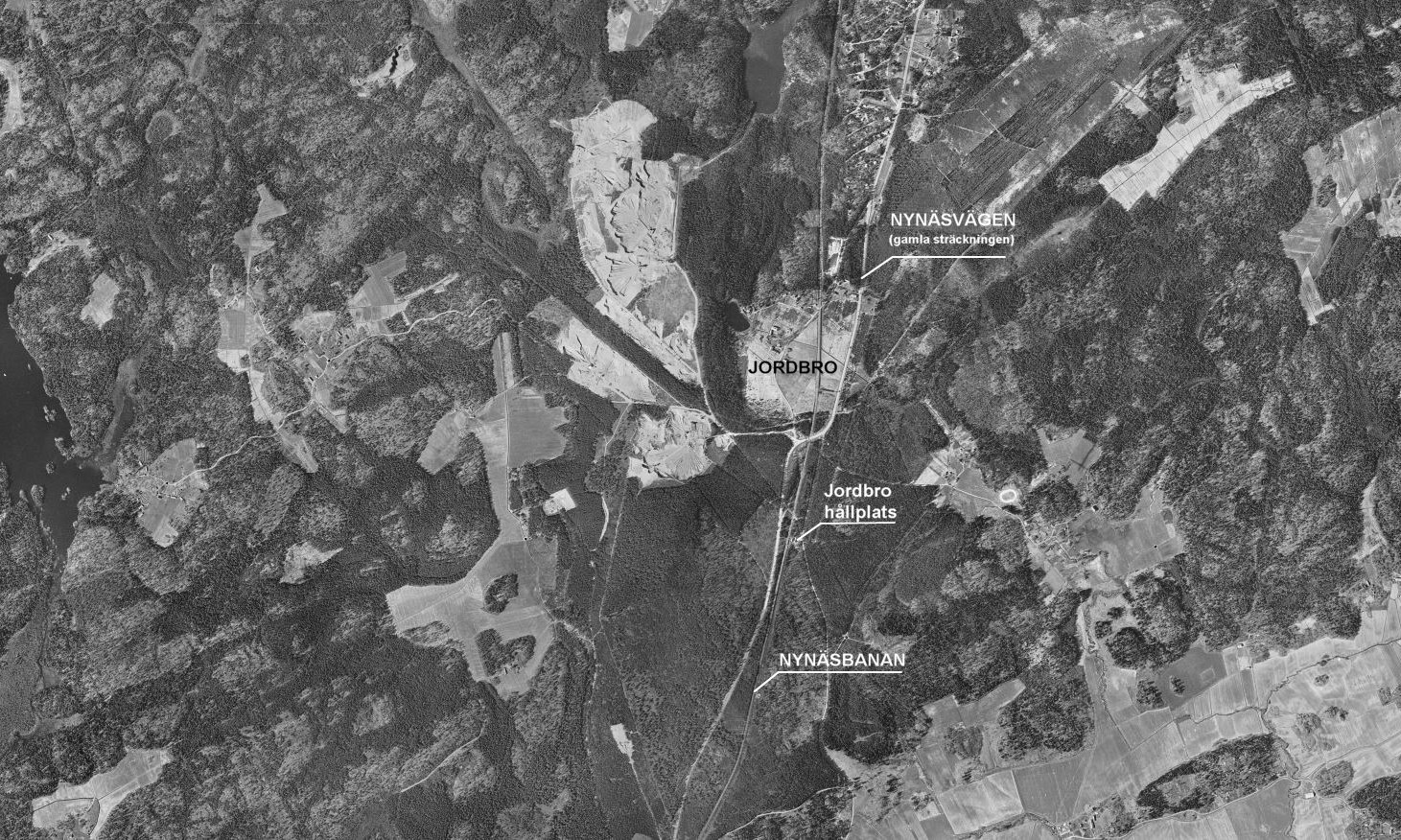
Jordbro med omgivning, 1960.

Den första industrin som etablerade sig i det blivande industriområde i Jordbro var stålbyggarföretaget Bröderna Hedlund. På 1950-talet förvärvade Hedlunds ett obebyggt skogsområde på Södertörn vid västra sidan om gamla Nynäsvägen och Nynäsbanan, nära Jordbro hållplats. Här planerade företaget att uppföra en fabrik för tillverkning av rör. Byggstart var i mars 1960 och rörverket stod färdigt i oktober 1961
Det första stora uppdraget kom från Sovjetunionen som beställde rör för transport av naturgas och råolja. Uppdraget hade egentligen gått till Grängesbergsbolaget. Stålplåten för de svetsade rören skulle tillverkas vid företagets nya valsverk i Oxelösund. Grängesbergsbolaget hann dock inte att bygga upp ett eget rörverk för att få de första leveranserna klara i tid. Därför köpte man Bröderna Hedlund och framför allt den stora rörfabriken som Hedlunds höll på att uppföra. Med Gränges som ägare kunde nu stora satsningar göras i Bröderna Hedlund som 1968 bytte namn till Gränges Hedlund.

### Anläggningen och produktionen

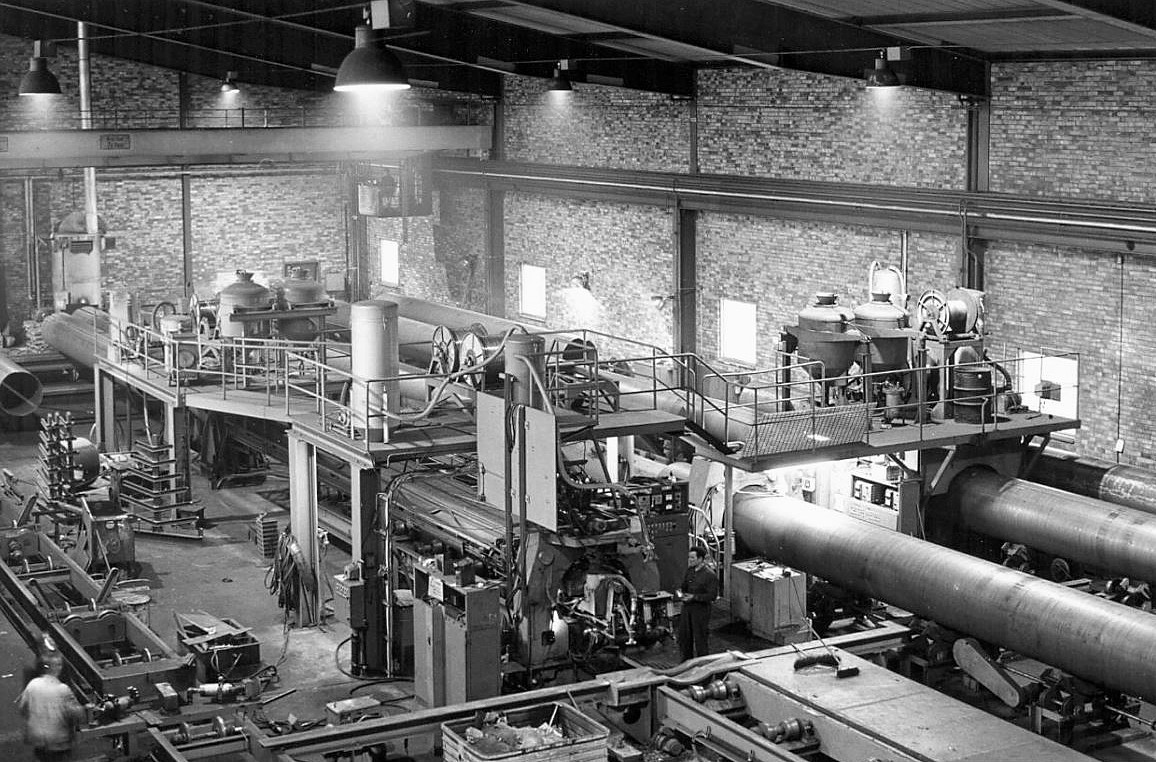
Tillverkning av "ryssrör", 1960-tal.

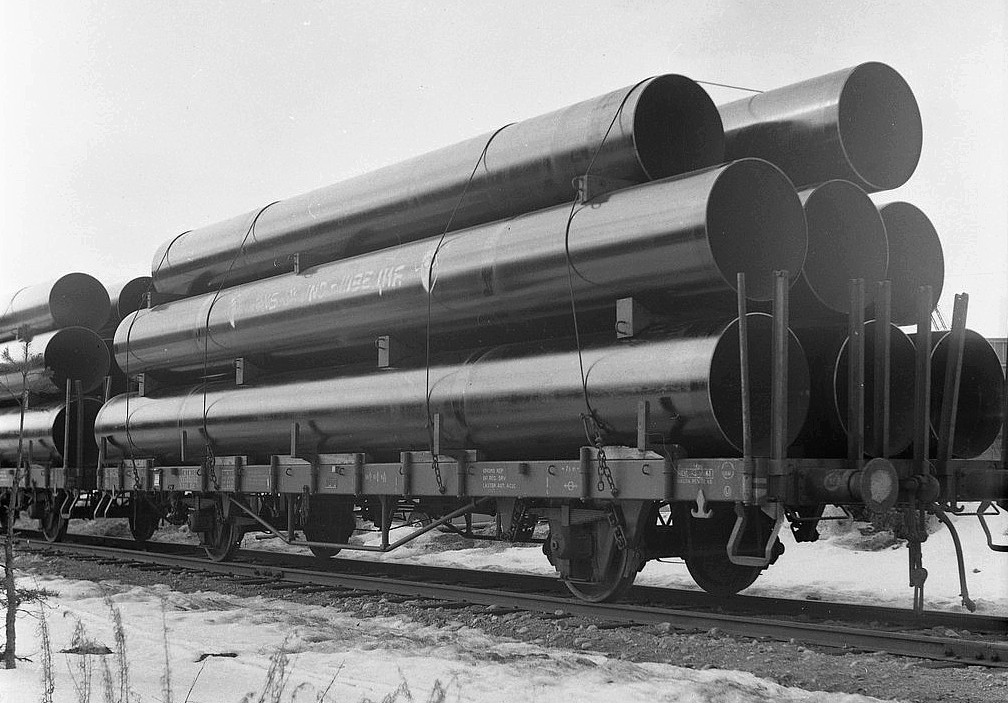
Rörtransport på tåg, 1963.

Anläggningen bestod av flera stora fabrikshallar i gult tegel respektive lättbetongelement och en tvåvåningars kontors- och personalbyggnad i rött tegel vid infarten. Arkitekt var SIAB:s arkitektkontor och för konstruktionerna stod Jacobson & Widmark. På fabriksområdet fanns ett utomhus mellanlager för färdiga rör. Rörverket anslöts via ett industrispår till Nynäsbanan, spår gick ända in i produktionshallarna. För landsvägstransporter fanns Nynäsvägen. Mellan fabriksområdet och Nynäsvägen placerades en klotrund oljetank som blev hela traktens landmärke, av lokalbefolkningen kallat ”Lilla Globen”. Rörtransporterna på Nynäsbanan blev ett stående inslag. De gick till Älvsjö station och sedan vidare till Oxelösund där de lastades om på fartyg.
Hedlunds ”ryssrör” hade diameter 1020 mm, plåttjocklek 8,5 mm och länd 12 meter. Produktionen pågick på den så kallade ”Rysslinjen” mellan 1961 och 1973. Årskapaciteten låg vid cirka 80 000 ton rör som producerades som mest i tre skift av omkring 300 anställda. Under ett skift kunde upp till 75 rör tillverkas. Efter 1973 producerades spiralrör i hallen. Spiralrören tillverkades av varmvalsade band som kom i rullar och svetsades ihop till rör som kapades i önskade längder.
Tillverkningen hade delats upp på olika avdelningar. På linjen ”Inhemska” producerades rör för hemmamarknaden. Uppdragsgivare var bland annat kommuner, exempelvis Stockholms kommun som beställde rör till Norsborgs vattenverk och Henriksdals reningsverk. Avdelningen ”Färdigställningen” utförde bland annat svarvning, provtryckning, muffning och svetsning av rörflänsar. På ”Rördelar” tillverkades krok-rör, t-rör och kors-rör och på ”Isoleringen” skedde ytbehandlingen av rör med asfalt. 
När efterfrågan minskade i slutet av 1970-talet kompenserades bortfallet till största delen med export till Polen. Hedlunds rörverk hade även kunder i Etiopien, Bangladesh och Indien. En stor order var tillverkningen av gasledningen mellan Danmark och Sverige för Sydgas AB som utfördes 1983 tillsammans med tyska Hoesch AG.

### Avvecklingen
År 1986 blev finska stålföretaget Rautaruukki ny ägare och namnändrade rörverket till Hedpipe AB. I februari 1987 började produktionen av tunnvandiga precisionsrör, huvudsakligen i diametrar från 16 mm upp till 32 mm. I november 1990 beslöt Hedpipes styrelse att lägga ner rörverket i Jordbro och under år 1991 avslutades all produktion. Vid nedläggningen hade rörverket omkring 100 medarbetare. Därefter stod fabriksanläggningen öde under några år.
Byggnaden för Hedlunds gamla rörfabrik finns fortfarande kvar på Jordbro industriområde. Tomt och byggnader övertogs av Coca-Cola som byggde om och integrerade dem i företagets stora anläggning vilken invigdes 1998. Rörvägen som sträcker sig inom Jordbro industriområde påminner fortfarande om den tidigare verksamheten.

## Bilder

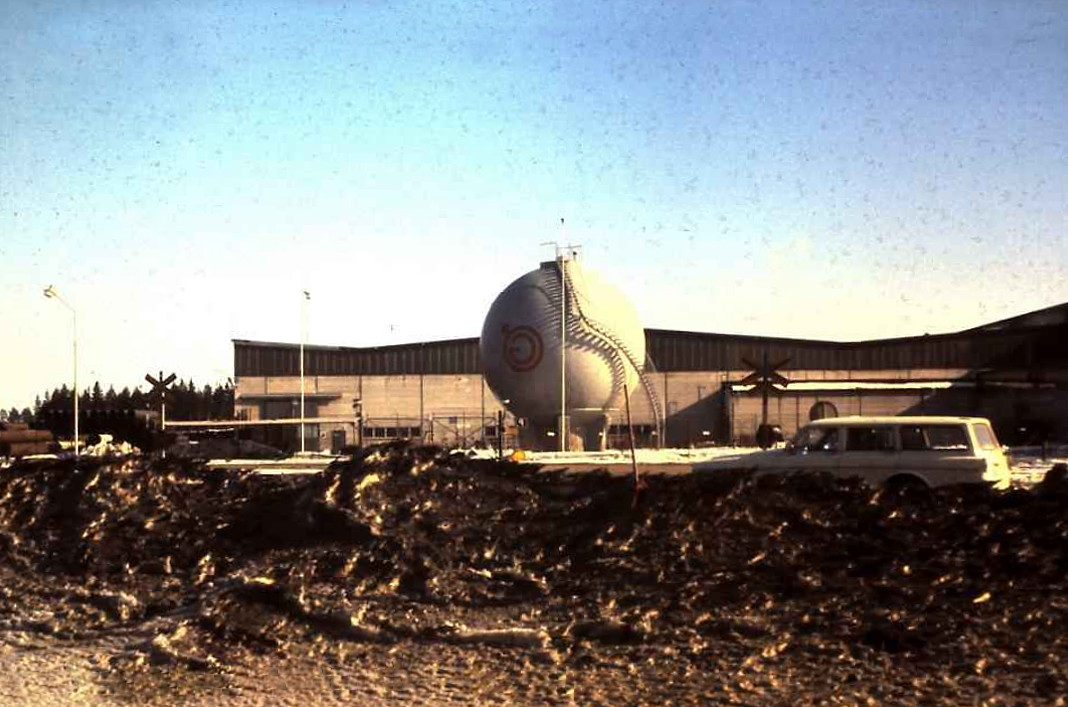
Rörverket på 1960-talet (med "Lilla Globen" framför).
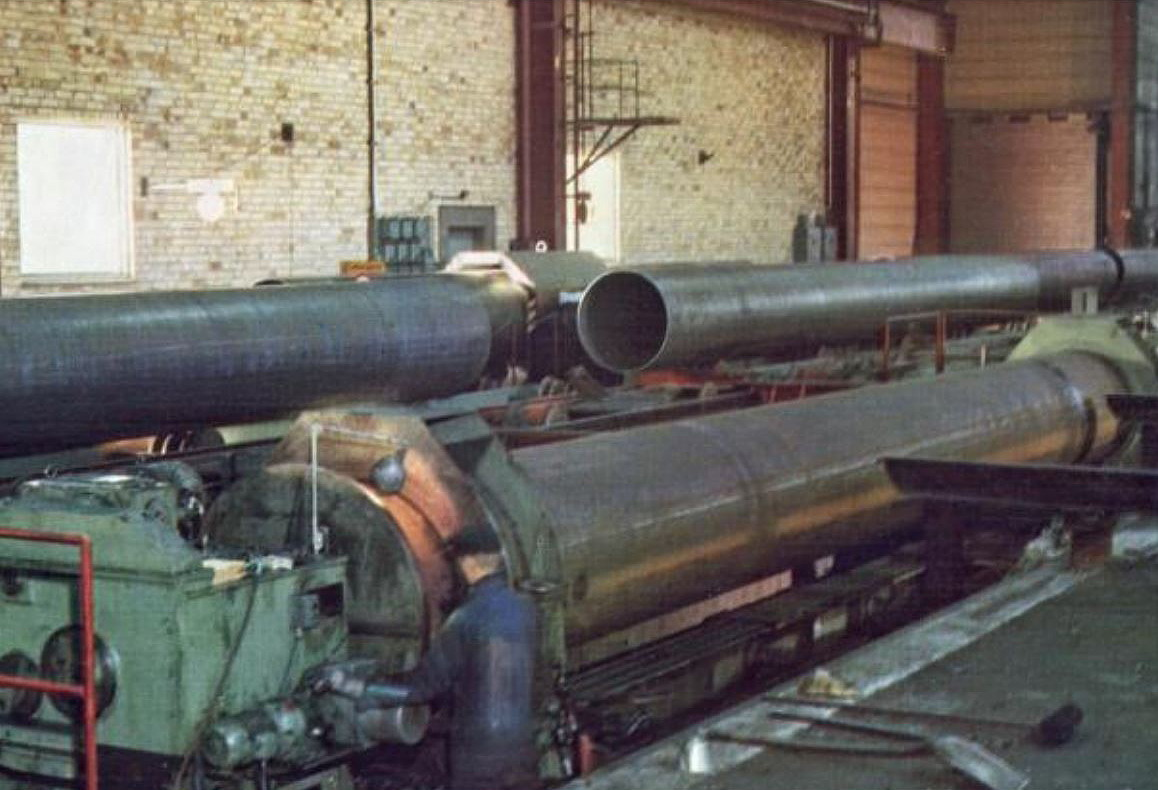
Tillverkning av rör i stora produktionshallen.
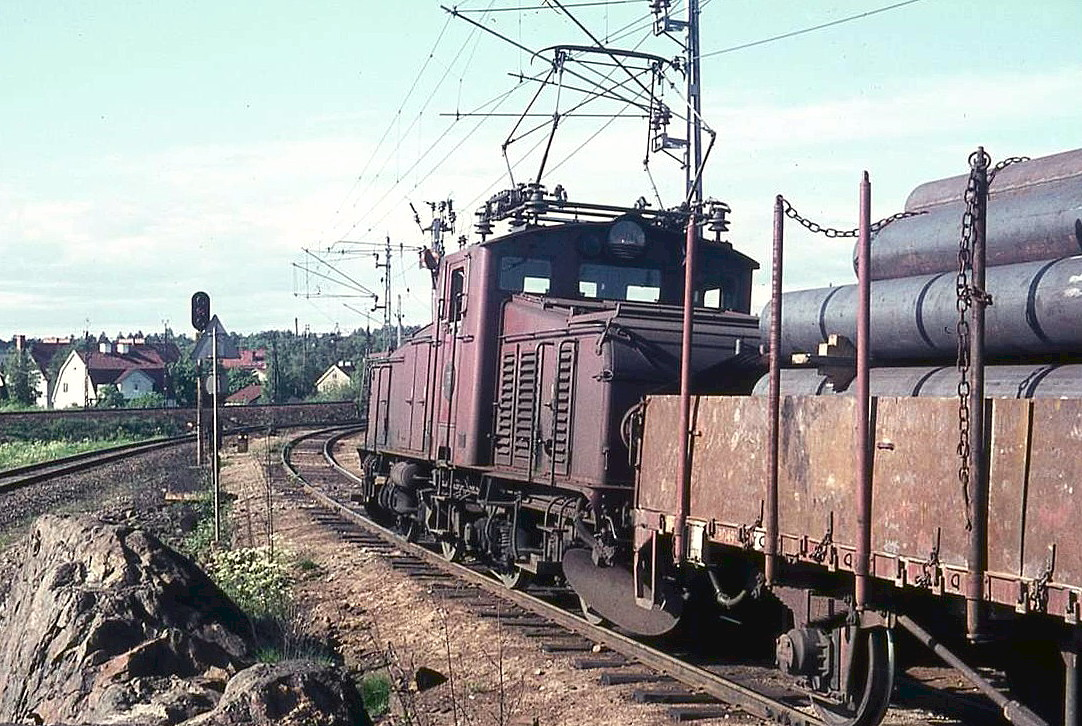
Rörtransport vid Älvsjö.
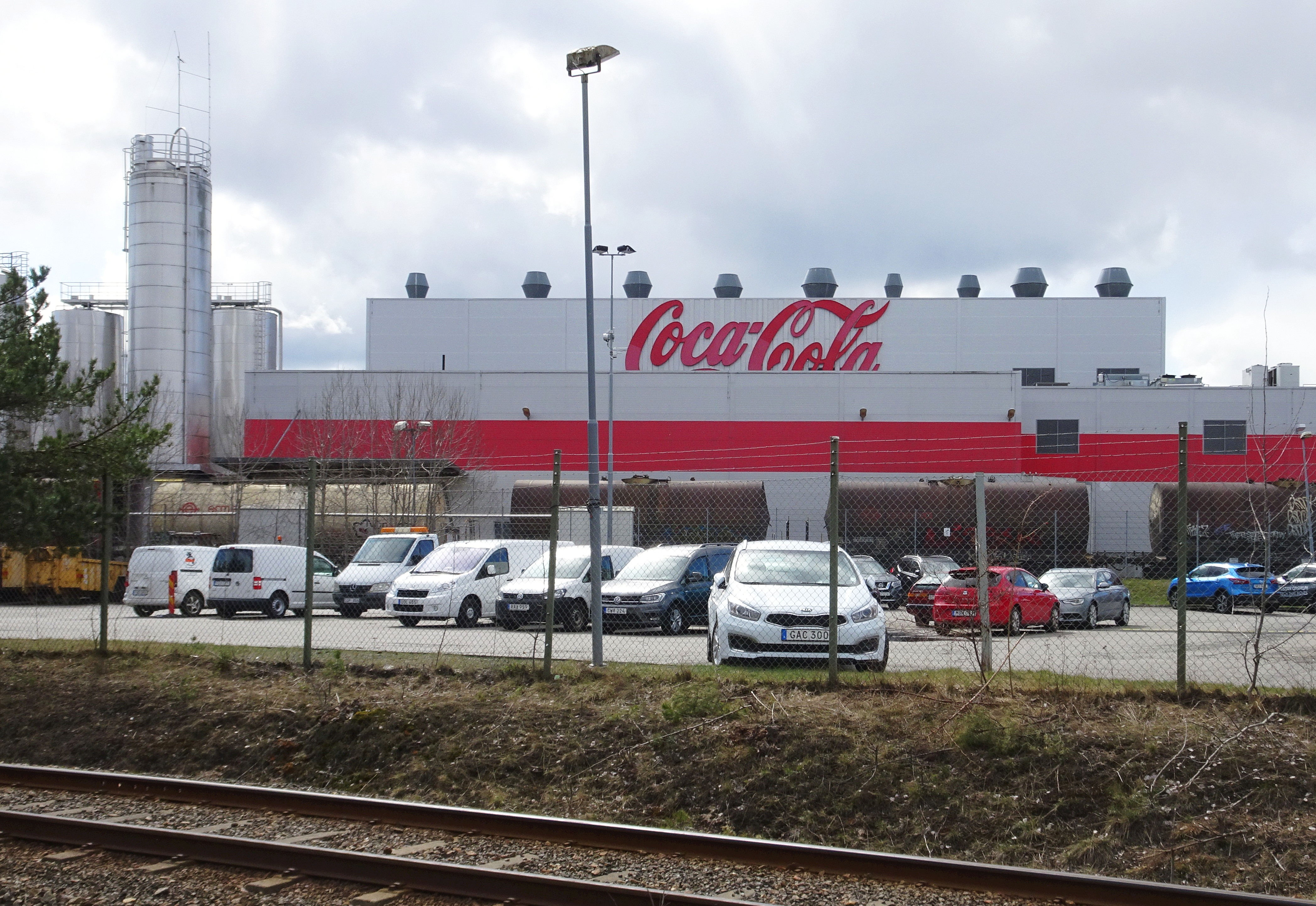
Fabriken år 2021, om- och tillbyggd för Coca-Cola.